# The Evol'
 (novembre 2017).
Albums de Shaka Ponk
The Black Pixel Ape
(2014) Apelogies
(2020)
The Evol' (abréviation de The Evolution) est le sixième album studio du groupe Shaka Ponk, sorti le 17 novembre 2017.

## Titres
| 1.    | Gung Ho                             | 5:06 |
| 2.    | Fear Ya                             | 3:55 |
| 3.    | Faking Love                         | 3:53 |
| 4.    | Bunker                              | 3:54 |
| 5.    | On Fire                             | 3:15 |
| 6.    | Summer Camp                         | 3:16 |
| 7.    | Wrong Side                          | 4:33 |
| 8.    | Wataman                             | 3:52 |
| 9.    | Slam & Slam'Ed (feat. Edouard Baer) | 5:51 |
| 10.   | Rusty Fonky                         | 4:10 |
| 11.   | Share a Line                        | 6:12 |
| 12.   | Mysterious Ways                     | 4:32 |
| 13.   | Killing Hallelujah                  | 5:59 |
| 58:28 |                                     |      |

## Interprètes
- Frah : chant
- Sam : chant
- CC : guitare
- Ion : batterie
- Mandris : basse
- Steve : clavier et samples

## Featuring
- Slam & Slam'Ed contient une improvisation qu'Édouard Baer fait régulièrement pour ouvrir son émission sur Radio Nova, Plus près de toi.